# Schefflera reginae
Schefflera reginae là một loài thực vật có hoa trong Họ Cuồng cuồng. Loài này được (Linden ex W.Richards) Frodin miêu tả khoa học đầu tiên năm 2003 publ. 2004.